# Justin Holiday

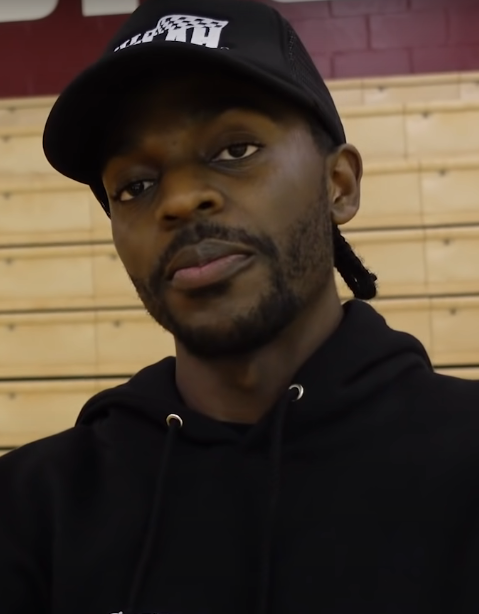
Justin Holiday, 2021.

Justin Alaric Holiday, född 5 april 1989 i Mission Hills i Kalifornien, är en amerikansk professionell basketspelare (SG/SF) som spelar för Denver Nuggets i National Basketball Association (NBA). Han har tidigare spelat bland annat för Philadelphia 76ers, Golden State Warriors, Atlanta Hawks, Chicago Bulls, New York Knicks, Memphis Grizzlies, Indiana Pacers, Sacramento Kings och Dallas Mavericks.
Holiday var med om att vinna NBA-mästerskapet, tillsammans med Golden State Warriors, för säsongen 2014–2015.
Han blev aldrig NBA-draftad.
Innan Holiday blev proffs studerade han vid University of Washington och spelade för deras idrottsförening Washington Huskies.
Han är bror till Aaron Holiday och Jrue Holiday samt svåger till Lauren Holiday.